# Trifenilos policlorados
Los trifenilos policlorados o policlorotrifenilos (PCT), son compuestos químicos cuyo uso se encuentra sumamente restringido, en todas sus formulaciones y usos por ser dañino para la salud humana y el medio ambiente.

## Usos que siguen autorizados
Excepcionalmente, la drogación se puede conceder hasta finales de 2005 en los términos de sistemas cerrados, por ejemplo los transformadores, resistores e inductores según la regulación referente a interdicciones y restricción en la comercialización y uso de ciertas sustancias peligrosas y preparaciones. 
Según las prohibiciones generales de PCTs, el uso y la venta de cualquier preparación, incluyendo los aceites de desecho, con un contenido del PCT de más de 0.005% quedan prohibidos.

## Resumen de la medida de prohibición
Los PCT están prohibidos para el uso y la venta como productos químicos industriales, salvo para los casos mencionados arriba.
Los PCT están designados como productos químicos PIC
Esta autorizada la tenencia y uso de los productos químicos empleados para la investigación en laboratorio en cantidades menores de 10 kg.

## Peligros y riesgos conocidos respecto a la salud humana
Los PCT pueden transformarse en dioxinas si se produce un incendio (como en Seveso) causando ligera irritación en los ojos y piel. El PCT puede pasar al alimento en una concentración de 0.01 a 0.05 PPM. El producto diario que puede ser ingerido por el ser humano ha sido estimado a 0.05 ug (solamente productos vegetales).

## Peligros y riesgos conocidos respecto al medio ambiente
Persistencia en el ambiente, bioacumulación en la cadena alimenticia. A temperaturas entre 300.oC y 800.oC la thermolisis transformará en productos clorados altamente tóxicos de dibenzodioxinas y dibenzofuranos. Las concentraciones en agua pueden variar entre 0.0005-0.33 ppb. En suelo una concentración máxima de 13 ppm fue encontrada cerca de una fábrica, en el lodo de la alcantarilla hasta el ppm 5 y el sedimento 1.2 ppm